# Altklarinet
Altklarinet je dřevěný nástroj patřící do klarinetové rodiny, řadí se mezi aerofony. Je laděn v E♭. Vynález altklarinetu je přisuzován Iwanu Müllerovi a Heinrichu Grenserovi.